# Station Langogne
Station Langogne is een spoorwegstation in de Franse gemeente Langogne. Het wordt bediend door treinen van de TER Occitanie en de TER Auvergne-Rhône-Alpes.